# مغنولية بيضوية
ماغنوليا بيضوية (الاسم العلمي:Magnolia ovata) هي نوع من النباتات تتبع جنس الماغنوليا من الفصيلة الماغنولية.